# Kurt Baschwitz
Siegfried Kurt Baschwitz (n. 2 februarie 1886, Offenburg, Margraviate of Baden-Baden⁠(d), Germania – d. 6 ianuarie 1968, Amsterdam, Țările de Jos) a fost un jurnalist, sociolog și profesor universitar de istoria presei, propagandă și influențarea opiniei publice.

## Educație
Baschwitz a studiat la mai multe universități din Germania, a absolvit studii economice și a avut pronunțate vederi liberale. El a obținut un doctorat cu o teză elaborată sub conducerea științifică a reformatorului social Lujo Brentano.

## Cariera în Germania
După încheierea studiilor universitare, în 1908, Kurt Baschwitz și-a început cariera de jurnalist, scriind pentru mai multe ziare naționale germane. În perioada 1909-1924 a fost redactor la ziarul Hamburger Fremdenblatt din Hamburg. 
În timpul Primului Război Mondial a fost corespondent al ziarului Hamburger Fremdenblatt în orașul neutru Rotterdam și a învățat acolo să vorbească limba neerlandeză. Influențat profund de propaganda aliată și termenii umilitori ai capitulării germane la sfârșitul războiului, opiniile sale politice au virat considerabil spre dreapta, deși el a recunoscut curând pericolul reprezentat de exacerbarea extremismului în societatea germană.
În 1923 el a scris prima sa carte despre reacția opiniei publice față de propaganda antigermană și de stereotipurile cu privire la germani în străinătate. Pe lângă activitatea sa de jurnalist, el a devenit un orator public popular, inclusiv la radio. Până în 1928 a lucrat la ziarul Deutsche Allgemeine Zeitung (DAZ). El a devenit în iulie 1929 redactor-șef al revistei Verlegerorgans Zeitungsverlag (ZV) din Berlin, dar a fost concediat în aprilie 1933 după adoptarea noilor legi antievreiești.În 1930 i s-a oferit un post de profesor la Universitatea din Heidelberg, dar a refuzat pe fondul creșterii manifestărilor antisemite din Germania. 
Baschwitz a continuat să scrie despre istoria presei, ura la adresa unor grupuri sociale și cenzură.

## Cariera în Țările de Jos
La începutul anului 1933, după ce Hitler a venit la putere și ca urmare a faptului că articolele sale nu mai puteau fi publicate în Germania, Baschwitz a părăsit Germania Nazistă și s-a stabilit în Țările de Jos. Acolo, el a început să lucreze pentru o agenție de cercetare care publica informații despre antisemitismul regimului național-socialist german.
În 1935 i s-a oferit lui Kurt Baschwitz un post la Institutul Internațional de Istorie Socială și apoi, în același an, el a început să țină un curs despre istoria presei la Universitatea din Amsterdam.
În 1938 a publicat o lucrare referitoare la abuz și la psihologia maselor care a inclus un atac puternic la adresa comportamentului naziștilor.
În timpul ocupației germane a Țărilor de Jos Baschwitz s-a ascuns și a ieșit rar pe stradă. În 1942 a fost arestat de poliția germană în timpul unei razii pe stradă și a fost internat în lagărul de tranzit Westerbork. Câteva zile mai târziu, fiica lui, Isa Teske-Baschwitz, care era activă în cadrul mișcării de rezistență olandeză, a reușit eliberarea lui cu ajutorul unui amestec de acte de identitate adevărate și false care au arătat că el nu era evreu.

## După al Doilea Război Mondial
După cel de-al Doilea Război Mondial Kurt Baschwitz a fost reinstalat în funcția de lector la Universitatea din Amsterdam. În 1948 a devenit profesor asociat la Facultatea de Științe Politice și Sociale și patru ani mai târziu a fost avansat profesor titular de istoria presei și psihologia maselor.
În iulie 1948 a fondat și a devenit primul director al Institutului Neerlandez de Știință Jurnalistică care a organizat cursuri de instruire a tinerilor jurnaliști, precum și a celor experimentați. Baschwitz a fost considerat un pionier în știința comunicării și a psihologiei maselor și a contribuit mult la schimbul internațional de informații printre specialiștii în acest domeniu.
Baschwitz, care, așa cum era obiceiul în clasa de mijloc germană, era cunoscut prin al doilea prenume, Kurt, a fost un evreu german și prieten al lui Otto Frank, tatăl Annei Frank. El a fost chemat ca expert pentru a analiza autenticitatea Jurnalul Annei Frank.
După 1945, unul dintre eforturile sale majore a fost orientat în direcția redescoperii informațiilor din acest domeniu care fuseseră pierdute din cauza războiului. Gazette, revista internațională pe care a fondat-o în 1955, a fost organul de presă al acestei campanii și a acționat ca un centru de legătură între cercetătorii din diferite părți ale lumii. Capodopera sa, „Hexen und Hexenprozesse: Geschichte eines Massenwahns und seiner Bekaempfung”, care analiza metodele de combatere a iluziei maselor, a apărut în 1963 și a fost tipărită în mai multe limbi.
Baschwitz a contribuit, de asemenea, la înființarea unui institut de cercetare a psihologiei maselor, opiniei publice și propagandei la Universitatea din Amsterdam. În 1972 acesta a fost redenumit Institutul Baschwitz pentru studii de comportament colectiv și a fost încorporat în 1985 în cadrul departamentului pentru studii de comunicare.

## Opere literare
- Der Massenwahn, seine Wirkung und seine Beherrschung, 1923 (ediție revizuită, 1932)
- De strijd met den duivel. De heksenprocessen in het licht der massapsychologie, 1948
- De krant door alle tijden, 1938
- Du und die Masse, 1938 (ediția a II-a, 1951)
- Hexen und Hexenprozesse, 1963

## Biografie
- Jaap van Ginneken Kurt Baschwitz - A Pioneer of Communication Studies and Social Psychology. Amsterdam: Amsterdam University Press 2017. ISBN: 978-94-6298-604-6.